# Real Colegio del Espíritu Santo
El Real Colegio del Espíritu Santo (también Colegio real del Santo Espírito) fue un establecimiento educativo, regido por la Compañía de Jesús en Salamanca.

## Historia
El origen del colegio se encuentra en la voluntad del cardenal Francisco de Mendoza, entonces obispo de Coria. Mendoza consiguió que San Ignacio enviase a Salamanca un grupo de jesuitas dirigidos por el doctor y jesuita,  Miguel de Torres, en el año 1548. Los jesuitas, liderados por el padre Torres, se asentaron en Salamanca. El grupo pasó por diversas ubicaciones hasta terminar en unas casas cercanas a la iglesia de San Blas fundando un colegio bajo el nombre de colegio del Santísimo Nombre de Jesús. Estas casas fueron cedidas por el propio cardenal Francisco de Mendoza.
El colegio sería junto con el Colegio Máximo de Alcalá de Henares, uno de los centros paradigmáticos de enseñanza de la compañía en España. Tras la muerte en 1611 de la reina Margarita de Austria, esposa de Felipe III  el colegio fue refundado por disposición del testamento de la reina fallecida. La razón de este legado por la reina fue servir de desagravio por la prisión sufrida por Ignacio de Loyola por orden de la Inquisición en Salamanca. La primera piedra del nuevo edificio fue puesta en 1617.
Esta dotación económica permitió la reedificación del colegio, convirtiéndose en uno de los más magníficos edificios de la ciudad de Salamanca y completandose a mediados del XVIII.
Tras la expulsión de la Compañía de Jesús del reino de España en 1767, el colegio pasó a ser regido por la Clerecía de San Marcos, conociéndose el edificio bajo ese nombre, La Clerecía.
A lo largo de su historia, el colegio contaría con rectores ilustres como Jerónimo de Ripalda (rector en 1573 y de 1580 a 1586), Juan Barbiano Belgiojoso (de 1664 a 1666) o Gregorio Sarmiento (desde 1683 a 1685;  y desde 1692 a 1694).

## Descripción
El colegio, en su ubicación y estructura dada desde su refundación en 1617, se encontraba a lo largo de la calle de la Compañía que toma su nombre del propio colegio.